# Yumachrysa apache
Yumachrysa apache är en insektsart som först beskrevs av Banks 1938.  Yumachrysa apache ingår i släktet Yumachrysa och familjen guldögonsländor. Inga underarter finns listade i Catalogue of Life.